# Oscar Peterson Trio + One
Az Oscar Peterson Trio + One Oscar Peterson Clark Terry-vel közösen készített, 1964-ben megjelent albuma.

## Közreműködők
- Oscar Peterson – zongora
- Clark Terry – trombita
- Ray Brown – bőgő
- Ed Thigpen – dob

## Dalok
1. Brotherhood of Man – Loesser, 3:36
2. Jim – Petrillo, Ross, Samuels, Shawn, 3:02
3. Blues for Smedley – Peterson, 6:55
4. Roundalay – Peterson, 3:56
5. Mumbles – Terry, 2:02
6. Mack the Knife – Blitzstein, Brecht, Weill, 5:17
7. They Didn't Believe Me – Kern, Reynolds, 4:20
8. Squeaky's Blues – Peterson, 3:29
9. I Want a Little Girl – Mencher, Moll, 5:10
10. Incoherent Blues – Terry, 2:42